# Château de Saint-Michel (Cagliari)
Le château de Saint-Michel, (italien : castello di San Michele ; sarde : casteddu de Santu Miali) est un bâtiment fortifié datant de la période du judicat de Cagliari, qui se dresse sur la colline homonyme de Cagliari.

## Contexte historique
Les fouilles de 1990 ont révélé les vestiges d'une église champêtre, datant probablement du début du Moyen Âge, sur laquelle le château a été construit plus tard, au moins au XIIe siècle, pour défendre la ville de Santa Igia, la capitale du Judicat de Cagliari. Le complexe a trois tours et un fossé qui entoure la structure. La période la plus importante du château se situe sans aucun doute entre 1350 et 1511, durant laquelle il fut habité par la famille Carroz, une noble famille espagnole.
Il a ensuite été abandonné et utilisé comme hôpital militaire au cours de l'épidémie de peste de Sant'Efisio (1652-1656). Il a été à nouveau fortifié pour défendre les attaques françaises entre le XVIIe et le XVIIIe siècle. Vers 1940, il a été occupé par la Royal Navy (plus tard la Marine militaire italienne), puis retiré de son personnel jusqu'à ce qu'il soit transféré à l'État et à la municipalité de Cagliari. Actuellement, le château a subi une modification substantielle de sa structure, utilisé comme centre d'art et de culture.

## Galerie d'images

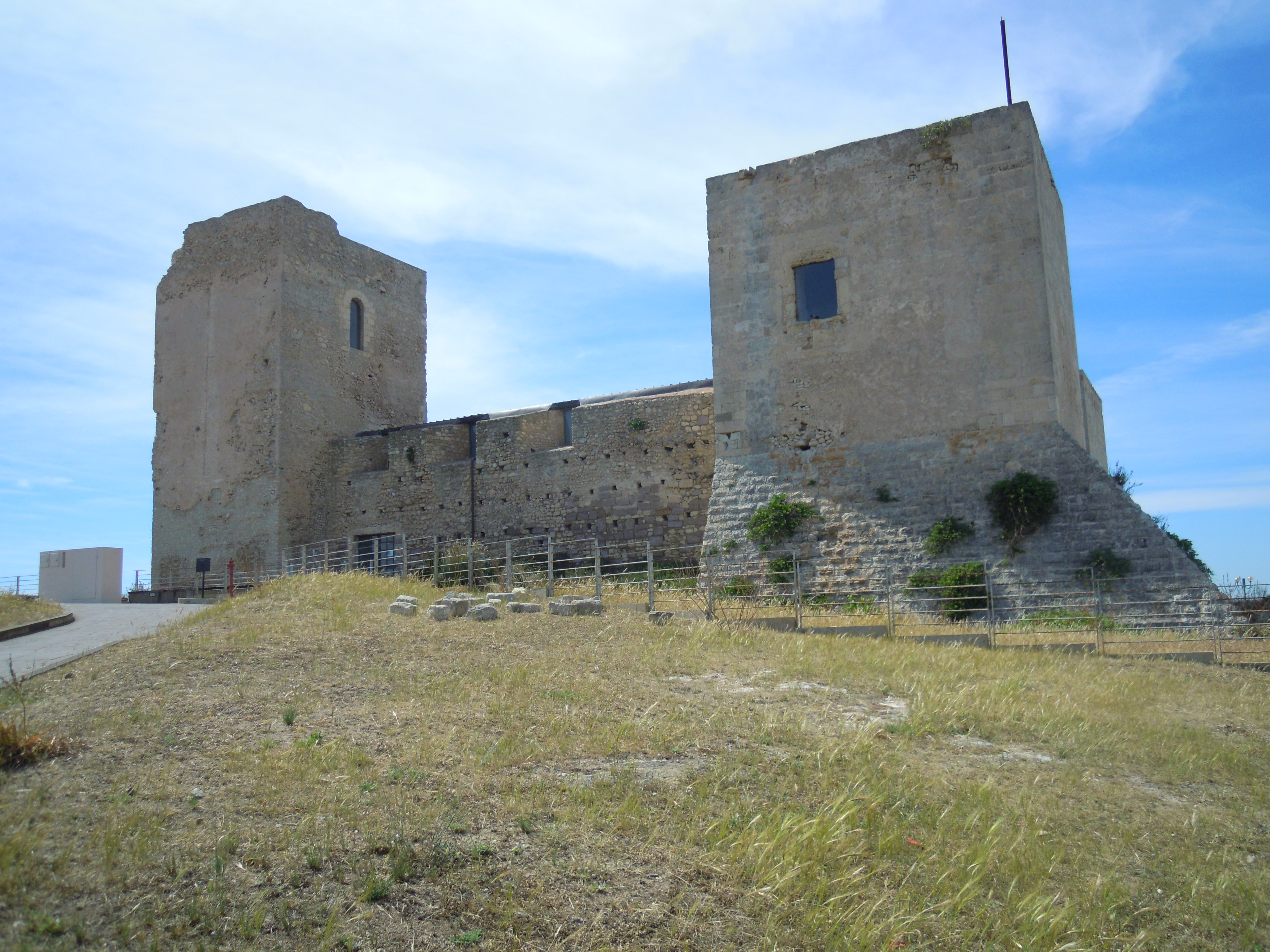
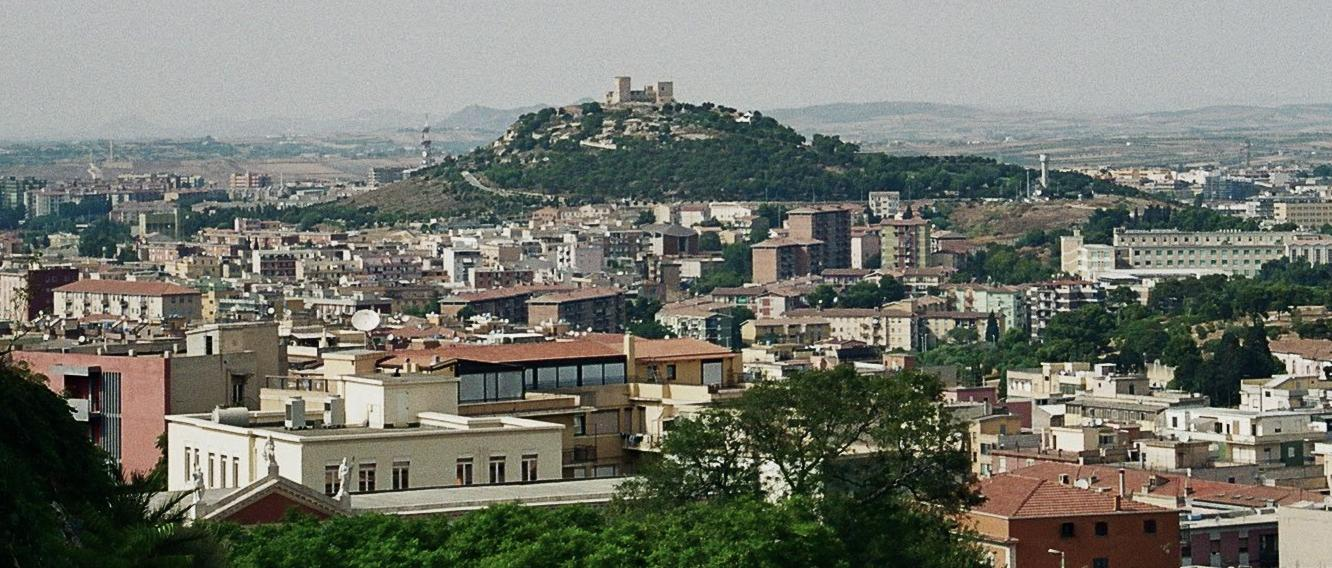
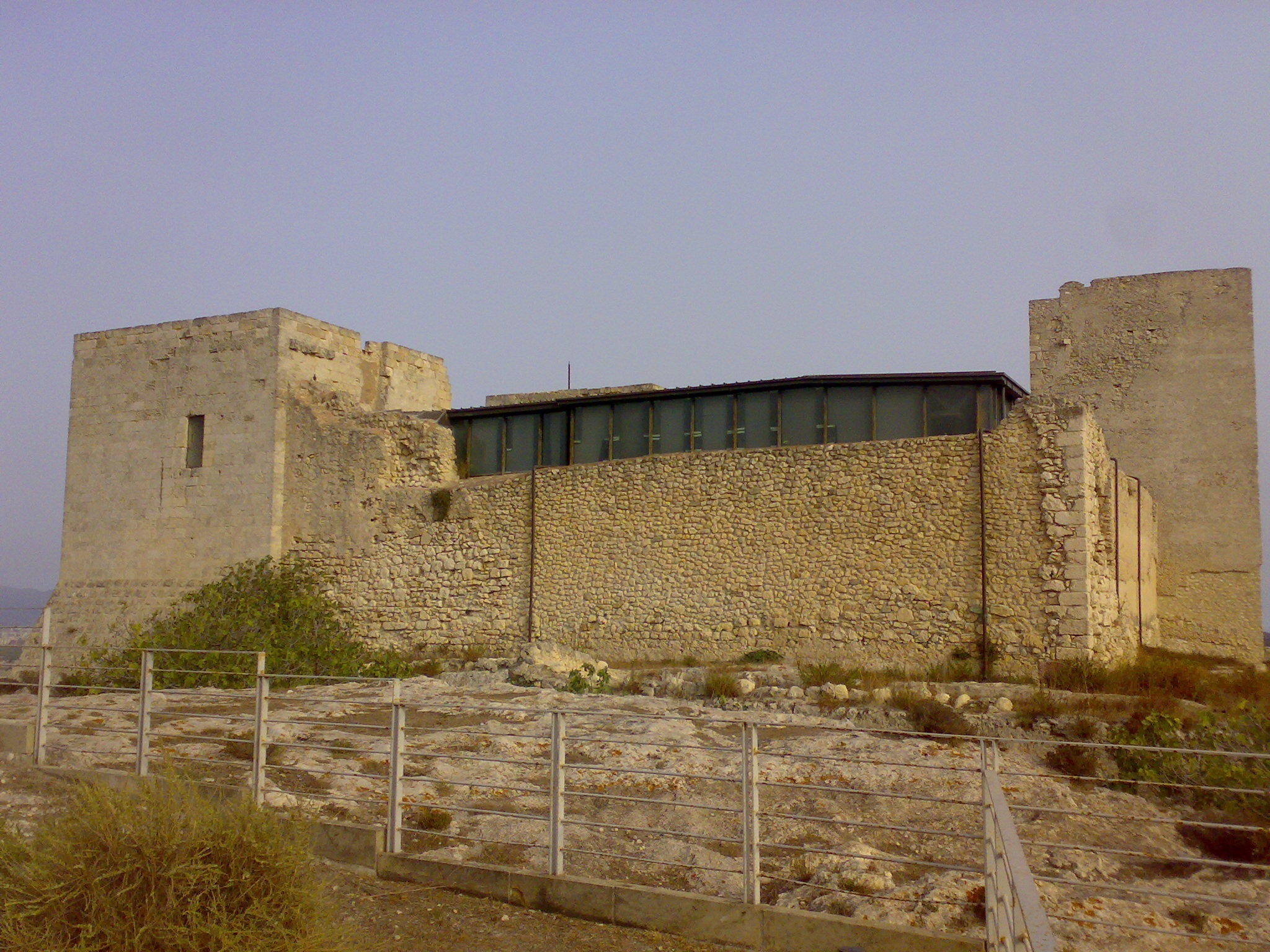
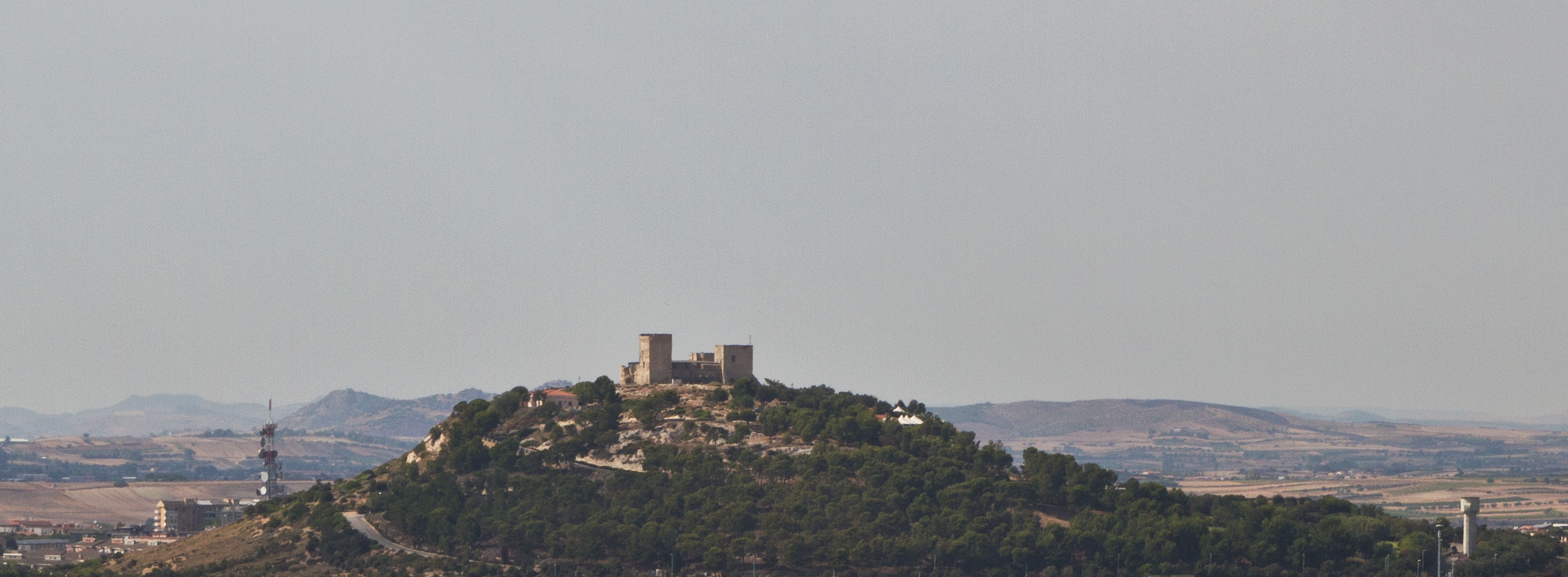